# Jukka Rajala
Jukka Rajala (né le 13 avril 1982) est un skieur alpin finlandais.

## Coupe du Monde
- Meilleur classement final : 116e.
- Meilleur résultat : 21e.